# Altajski jezici
Altajski jezici hipotetska su porodica jezika koja se ponekad s uralskom porodicom povezuje u širu uralsko-altajsku porodicu. Danas se većina lingvista slaže da ta grupa jezika ne postoji, nego su njihove sličnosti rezultat kontakta. Altajska porodica obuhvaća 66 jezika, a po starijim podacima 65, kojima se služe turkijski, mongolski i tunguski narodi te se time dijeli na tri glavne jezične skupine:
A) mongolski jezici (14 jezika; nekada 13, bez jezika kangjia [kxs])
a 1. istočni (13), Mongolija, Kina:
a. Dagur (1) Kina: daurski.
b. Mongour (5) Kina: bonan, dongxiang, istočni jugur, kangjia, tu.
c. Oirat-Khalkha (7):
c1. Khalkha-Buriat (5):
a. burjatski (3) Mongolija, Rusija, Kina: burjatski (3 jezika: bargu u Kini; ruski burjatski u Rusiji, mongolski burjatski ili bur:aad u Mongoliji),
b. mongolski (2) Mongolija, Kina: halha mongolski, monggol (menggu).
c2. Oirat-Kalmyk-Darkhat (2): darhat, kalmik-ojrat,
a 2. zapadni (1). Afganistan: mogholi.
B) tunguski jezici (12)
b1. sjeverni (4), Rusija, Kina: 
b1 a. Even (1) Rusija: even,
b1 b. Evenki (2) Kina:  evenki, oroqen.
b1 3. Negidal (1) Rusija: negidal.
b2. južni (8) Rusija, Kina:  
b2 a. Jugoistočni (5):
a. Nanaj (3): nanai, orok, ulč.
b. Udihe (2): oroč, udihe.
b2 b. Jugozapadni (3): džurčen, mandžurski, xibe.
C) turkijski jezici (40)
c 1. Bolgar (1), Rusija: čuvaški
c 2. istočni (7) Kina, Turkmenija, Afganistan, Uzbekistan: ainu, čagatajski ili turkijski, ujgurski, sjevernouzbečki, južnouzbečki, zapadni jugurski ili žutoujgurski.
c 3. sjeverni (8) Rusija: dolganski, hakaski, jakutski, karagaski, sjevernoaltajski, južnoaltajski, šorski, tuvinski.
c 4. južni (12) Iran, Turkmenistan, Afganistan, Uzbekistan, Azerbajdžan, Moldavija, Turska: balkanski gagauski, gagauski, horasanski turski, južnoazerbajdžanski, khalaj turkijski, krimskotatarski, kaškajski, salarski, salchuq, sjevernoazerbajdžanski, turkmenski, turski.
c 5. urum (1) Gruzija: urumski.
c 6. Zapadni (11) Rusija, Kirgizija, Kazahstan, Uzbekistan: baškirski, čulimski, karaimski, karačajsko-balkarski, karakalpački, kazaški, kirgiski, krimčački, kumički, nogajski, tatarski

## Vanjske poveznice
- The Altaic languages. Origin and development
- Ethnologue (15th)
- Familia Altaica
- Tree for Altaic  Arhivirana inačica izvorne stranice od 14. rujna 2008. (Wayback Machine)